# Giuseppe Casale
Giuseppe Casale (* 28. September 1923 in Trani, Provinz Barletta-Andria-Trani; † 18. Mai 2023 in Vallo della Lucania) war römisch-katholischer Erzbischof von Foggia-Bovino.

## Leben
Giuseppe Casale empfing am 3. Februar 1946 die Priesterweihe. Von 1949 bis 1953 unterrichtete er Geschichte am Regionalseminar von Chieti, später in Molfetta. Seit 1959 war er an der Erstellung von Zeitschriften beteiligt, in denen er sich mit Problemen in der Erziehung junger Menschen und in der Arbeiterseelsorge befasste. Kurz vor seiner Bischofsernennung übernahm Casale im Auftrag der Bischofskonferenz von Apulien die Leitung des regionalen Zentrums für Katechismus.
Papst Paul VI. ernannte ihn am 26. Oktober 1974 zum Bischof von Vallo della Lucania. Die Bischofsweihe spendete ihm der Präfekt der Kongregation für die Bischöfe Sebastiano Kardinal Baggio am 8. Dezember desselben Jahres; Mitkonsekratoren waren Gaetano Pollio PIME, Erzbischof von Salerno-Acerno und Bischof von Campagna, und Giuseppe Carata, Erzbischof von Trani e Barletta e Nazareth e Bisceglie. Ein besonderes Anliegen waren Casale soziale Probleme. Am 7. Mai 1988 ernannte ihn Papst Johannes Paul II. zum Erzbischof von Foggia-Bovino. Im selben Jahr wurde Casale Gründungspräsident der Vereinigung CESNUR. Er engagierte sich gegen die Aktivitäten der Mafia und war in der italienischen Bischofskonferenz Delegierter für soziale Angelegenheiten, Arbeit und Migration. Außerdem setzte er sich stark für Reformen im Sinne des Zweiten Vatikanischen Konzils ein. Unter anderem sprach sich Casale für ein Umdenken der Kirche im Umgang mit Homosexualität aus.
Johannes Paul II. nahm am 27. Mai 1999 sein aus Altersgründen vorgebrachtes Rücktrittsgesuch an.
Er starb am 18. Mai 2023 99-jährig im Istituto Santa Teresa in Vallo della Lucania, wo er die letzten Jahre seines Lebens verbracht hatte.